# Bezpodstawne wzbogacenie
Bezpodstawne wzbogacenie – jedno ze źródeł odpowiedzialności cywilnej i powstania zobowiązania, obok klasycznej odpowiedzialności kontraktowej (z tytułu umowy lub podobnej czynności prawnej) lub deliktowej (z tytułu czynu niedozwolonego).
Instytucja bezpodstawnego wzbogacenia, choć ma korzenie w klasycznym, rzymskim prawie cywilnym, pojawiła się w czasach nowożytnych. Obecnie instytucję tę reguluje kodeks cywilny w art. 405-414, przed jego wejściem w życie była ona uregulowana w art. 123-133 Kodeksu zobowiązań jako niesłuszne zbogacenie.
Bezpodstawne wzbogacenie polega na osiągnięciu korzyści majątkowej bez podstawy prawnej kosztem innej osoby. Jest ono podstawą roszczenia majątkowego – bezpodstawnie wzbogacony jest obowiązany do wydania korzyści w naturze, a gdyby nie było to możliwe (np. gdy przedmiot wzbogacenia został zbyty, utracony lub uszkodzony) – do zwrotu jej wartości osobie, kosztem której korzyść została odniesiona (art. 405 k.c.).
Obowiązek zwrotu korzyści nie zależy od tego, w jaki sposób nastąpiło wzbogacenie, w tym zwłaszcza nie ma znaczenia, czy do przesunięcia majątkowego doszło w wyniku działania bądź zaniechania wzbogaconego, zubożonego czy osoby trzeciej. Nieistotny jest także element winy, woli czy choćby świadomości zmian dokonywanych w majątkach podmiotów dotkniętych bezpodstawnym wzbogaceniem. Prawo łączy bowiem powstanie roszczenia o zwrot bezpodstawnego wzbogacenia z przesłankami natury wyłącznie obiektywnej. Te (kumulatywne) przesłanki to wzbogacenie jednej osoby; równoczesne zubożenie innej; związek między wzbogaceniem a zubożeniem, przy czym nie jest to związek przyczynowy stanowiący przesłankę odpowiedzialności odszkodowawczej, a jest to swoiste sprzężone kauzalnie współwystępowanie zjawisk; oraz brak podstawy prawnej wzbogacenia.
Zwrot korzyści, jeśli to tylko możliwe, powinien nastąpić w naturze – tzn. wzbogacony powinien wydać zubożonemu to, co bez podstawy prawnej uzyskał, jak też pożytki naturalne i cywilne, jakie przyniósł mu przedmiot wzbogacenia. Tam, gdzie zwrot w naturze nie jest możliwy, wzbogacony ma przede wszystkim obowiązek wydania tzw. surogatów korzyści, czyli rzeczy i praw, jakie uzyskał w zamian za tę korzyść (art. 406 k.c.). Tam, gdzie nie ma surogatu, lecz mimo to istnieje stan wzbogacenia, na wzbogaconym ciąży obowiązek zwrotu wartości korzyści poprzez zapłatę określonej kwoty pieniężnej.
Roszczenie o zwrot jest zawsze mierzone wartością mniejszą – zubożony nie może żądać więcej niż wynosi jego uszczerbek albo korzyść uzyskana przez wzbogaconego. Nie można jednak żądać zwrotu, gdy ten, kto korzyść uzyskał, zużył ją lub utracił w taki sposób, że nie jest już wzbogacony, chyba że wyzbywając się korzyści lub zużywając ją, powinien się liczyć z obowiązkiem zwrotu (art. 409 k.c.). Bezpodstawne wzbogacenie jakkolwiek nie wyklucza dochodzenia roszczeń odszkodowawczych (art. 414 k.c.) .
Przepisy o bezpodstawnym wzbogaceniu stosuje się w szczególności do świadczenia nienależnego (art. 410 § 1 k.c.). Ze świadczeniem nienależnym mamy do czynienia, gdy ten, kto je spełnił, nie był w ogóle zobowiązany względem osoby, której świadczył, albo jeżeli podstawa świadczenia odpadła lub zamierzony cel świadczenia nie został osiągnięty, albo jeżeli czynność prawna zobowiązująca do świadczenia była nieważna i nie stała się ważna po spełnieniu świadczenia (art. 410 § 2 k.c.).
Przez dłuższy czas (w Polsce – jeszcze na początku lat 70. XX wieku) było przedmiotem sporu, czy inne podstawy odpowiedzialności cywilnej mają pierwszeństwo przed roszczeniem opartym na bezpodstawnym wzbogaceniu (czyli – w konsekwencji – ma ono charakter subsydiarny), czy też istnieje w takich przypadkach konkurencja roszczeń. Ostatecznie przyjęto, że roszczenie oparte na bezpodstawnym wzbogaceniu może być dochodzone nawet, gdy możliwe jest oparcie go na innych podstawach odpowiedzialności – z wyjątkiem przypadków, gdy przepisy szczególne regulują odpowiedzialność osoby bezpodstawnie wzbogaconej w sposób szczególny, np. ograniczają roszczenie terminem (jak przy ochronie posiadania) albo przewidują inny sposób wydania korzyści (jak przy odstąpieniu od umowy wzajemnej).
Roszczenia z tytułu bezpodstawnego wzbogacenia co do zasady przedawniają się na zasadach ogólnych określonych w (art. 118 k.c.), tj. z upływem lat 6. Krótszy, 3-letni termin przedawnienia przewidziany we wspomnianym przepisie m.in. dla zobowiązań związanych z prowadzeniem działalności gospodarczej stosuje się natomiast do roszczeń mających swe źródło w bezpodstawnym wzbogaceniu wtedy, gdy uprawniony jest przedsiębiorcą. W judykaturze przyjmuje się ponadto, że roszczenia o zwrot bezpodstawnego wzbogacenia – tak jak zobowiązania, w których termin spełnienia świadczenia nie jest oznaczony ani nie wynika z właściwości zobowiązania – stają się wymagalne bezzwłocznie po wezwaniu wzbogaconego do wydania korzyści. Od tego też momentu rozpoczyna się bieg terminu przedawnienia roszczenia o zwrot bezpodstawnego wzbogacenia.